# Манихино (посёлок станции, городской округ Истра)
Мани́хино — посёлок станции в городском округе Истра Московской области. В просторечии — Манихино, из-за чего возникает неоднозначность, так как в 2-х километрах восточнее находится деревня с таким же названием. На географических картах иногда значится ошибочно, как соседний посёлок опытного производственного хозяйства «Манихино».
Население — 1021 чел. (2010).
Расположен в 29 километрах западнее Москвы рядом с пересечением Волоколамского шоссе и Московского Малого Кольца. Центральная кольцевая автомобильная дорога, которая будет проложена в этих краях, по проекту отодвинута на запад, за город Истру.

## История
Посёлок назван по станции, при которой расположен (станция Манихино I), которая в свою очередь получила название от одноимённой деревни Манихино, расположенной восточнее.
Название «Манихино» происходит от старого названия «Мыниха». Так, по данным Генерального межевания территории современного Истринского района 1770—1780 годов, деревня Манихино значилась как деревня Мыниха. В 1852—1860 годах она уже значилась как деревня «Манихина» (названия других деревень на той карте также заканчивались на -а). В середине XX века в названии станции уже звучит привычное слово Манихино.
В далёких XII, XIII веках на этой территории жили славяне-вятичи, как собственно и на всей территории Москвы и Московского региона. Так, в близлежащих деревнях и сёлах Санниково, Манихино, Лучинское, Андреевское — сохранились десятки древних славянских курганов.
В 1781 году был образован Воскресенский уезд с административным центром в городе Воскресенске (ныне город Истра).
В 1796 году Воскресенский уезд был упразднен, его территория была присоединена к соседним: Рузскому, Звенигородскому и Московскому уездам.
В XIX и начале XX веков данная местность, где пройдёт железная дорога и появится посёлок, относилась к Еремеевской волости Звенигородского уезда Московской губернии. Административный центр располагался в селе Еремеево в 7 2/3 верстах (8,2 км) на северо-восток.
В 1901 году здесь была построена станция 4 класса Манихино Московско-Виндавской железной дороги.
В 1903 году через Манихино проследовал царский поезд с императором Николаем II и его семьей. Монарх ехал посетить Новоиерусалимский монастырь по дороге, о строительстве которой 2 марта 1897 года издал указ.
До революции около станции Манихино располагалась фабрика Попова. В этом районе находилось немалое количество фабрик и заводов, в том числе кирпичных. Существование нескольких кирпичных заводов объясняется тем, что район был богат месторождениями гравия и песка, большая часть которых теперь уже выработана (Талицкое, Борисовское, Манихинское, Лешковское).
В 1918 году в составе Еремеевской волости был образован Ивановский сельсовет.
В 1921 году Еремеевская волость была передана во вновь образованный Звенигородский уезд.
14 января 1929 года, в ходе районирования, Московская губерния вошла в состав Центрально-промышленной области, которая делилась на округа, а те — на районы.
3 июня 1929 года Центрально-промышленная область переименована в Московскую. В этом же 1929 году образован Воскресенский и другие районы на тот момент.
В 1929 году Еремеевская воласть вошла в состав Воскресенского района Московской области. Ивановский сельсовет продолжил свое существование как административно-территориальная единица Воскресенского района.
В 1930 году окружное деление упразднено, районы были подчинены непосредственно областным властям. В этом же 1930 году, в связи с переименованием города, Воскресенский район стал Истринским.
В 1941—1943 годах было построено западное полукольцо Большого кольца МЖД со станцией Манихино II, после чего станция Манихино была переименована в Манихино I и стала узловой.
Осенью 1941 года с 27 октября по 8 декабря Манихино было оккупировано немецкими войсками и было практически полностью разрушено. Бои велись за обладание западным полукольцом Большого кольца МЖД, тогда — однопутного. В послевоенные годы посёлок был восстановлен.
После войны была разобрана одноколейная соединительная ветка, соединявшая ст. Манихино I и ст. Лукино. На её месте ныне проходит дорога, идущая мимо электроподстанции, жилых строений. Далее — пересекает «Зелёную Горку» и проходит через садовое некоммерческое товарищество «Родники» (главная асфальтированная дорога) до р. Истра. Мост не сохранился. После реки поворачивает на юг и идёт главной улицей СНТ «Рефрижератор» и «Рефрижератор-2» до станции Лукино.
В 1950-х было построено ныне существующее здание Манихинской школы.
Дачные строения начали строиться приблизительно в 1957 году, а к 1980 году заняли современную территорию.
В 1957 году Истринский район был упразднен, его территория вошла в состав Красногорского района.
В 50-е годы дорога от Москвы до станции Манихино I занимала несколько часов. Ветка была однопутной. Возможно, пассажирские составы пропускали грузовые, разъезжались друг с другом. Позже был проложен второй путь. Вместо паровозов появились электропоезда. О времени паровозов ещё напоминают сохранившиеся специальные устройства на станции, для заполнения котлов водой.
В 1960 году был вновь образован Истринский район из части Красногорского района (и упраздненного в 1959 году Ново-Петровского района).
В феврале 1963 года Истринский район был вновь упразднен, его территория была передана в Волоколамский район.
В январе 1965 года Истринский район, как административно-территориальная единица был вновь восстановлен.
В начале 1990-х годов Ивановский сельский совет переименован в Ивановский сельский округ.
До 1995 года станция Манихино I являлась конечной для некоторых электропоездов Рижского направления.
В 2001 году в состав посёлка был включён хутор Граб.
До начала 2003 года большая часть посёлка числилась на балансе МПС России в связи с расположением в непосредственной близости от железной дороги, а с расформированием организации — посёлок получил свой нынешний административный статус. Уже более века основную часть населения Манихино составляют работники железной дороги и смежных предприятий.
В 2003 году было снесено старое здание вокзала, находившееся возле второй пассажирской платформы. По проекту здание было аналогично старому зданию вокзала на станции Павшино. Несколькими годами ранее в здании размещалась библиотека. Однако, сохранились две водонапорные башни на противоположной стороне от путей. Более новая построена приблизительно в 1974 году. В 2005 году Ивановский сельский округ был преобразован в сельское поселение. В 2017 году сельское поселение Ивановское упразднено вместе с преобразованием Истринского района в городской округ Истра. После преобразование данная территория имеет название «Территориальное управление Ивановское городского округа Истра Московской области».

Место, где в будущем будет построена ж. д. станция Манихино I и вырастет посёлок. Карта Шуберта по материалам 1852—1853 годов. Издана в 1860 году.

В 2017 году в состав посёлка станции Манихино был включён старый дачный посёлок "Зелёная горка".

## Население
| 2002 | 2006 | 2010  |
| ---- | ---- | ----- |
| 959  | ↘21  | ↗1021 |

## География
Посёлок Манихино расположен на южном склоне Клинско-Дмитровской гряды, в 2 километрах от реки Истры. Впадающие в неё ручьи протекают в том числе и по территории посёлка, один из которых образует озеро рядом с восточной окраиной. Расстояние до Москвы (по прямой линии) — 29 километров, до города Истры — 4 километра. До административного центра бывшего сельского поселения, деревни Павловское — 1,5 километра.
Вокруг Манихино располагается лес. Преобладающие породы деревьев — ель, берёза. Из-за возросшего воздействия человека на природу дикие животные встречаются очень редко, в основном белки, лисы и зайцы.

## Планировка

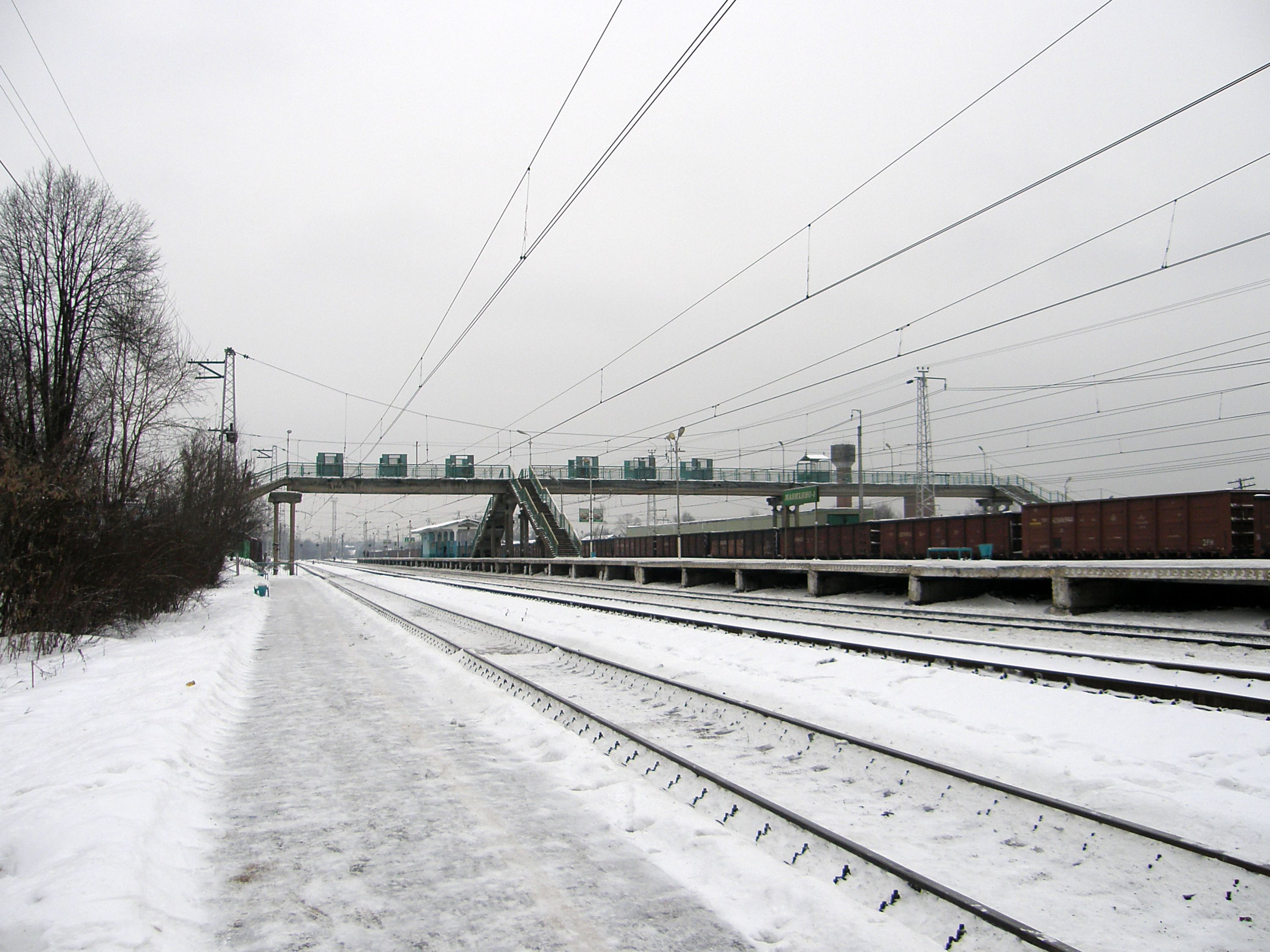
Пассажирские платформы станции Манихино I

Посёлок разделён железной дорогой на две части. В северной части вдоль железной дороги проходит улица Первомайская, на которой расположены одноэтажные частные жилые дома.
В южной части посёлка находятся улицы Пушкинская, Гагарина, Мира и другие, а также садоводческие товарищества, некоторые из которых также имеют большие размеры и сложную планировку. В западной части, отделённой от южной ручьём, расположена улица Железнодорожная, где находятся 7 многоквартирных двух- и трёхэтажных жилых домов.

## Экономика и социальная сфера
Несмотря на чрезвычайно выгодное расположение Манихино, экономическая ситуация в посёлке неблагоприятная. Работают несколько предприятий, обслуживающих железную дорогу, в том числе тяговая подстанция, дистанция пути, дистанция снабжения, которые, в связи с кадровой политикой ОАО РЖД, привлекают к работе приезжих из других регионов и стран ближнего зарубежья. Малый бизнес представлен пятью магазинами, сосредоточенными в южной части посёлка.
Средняя школа посёлка Манихино с 1990-х проводит обучение детей с 1 по 9 класс. Ранее в школе можно было получить полное среднее образование. Современное здание школы построено в 1950-х годах, расположено на ул. Железнодорожная.
До 2003 года рядом со школой находился амбулаторный пункт, стоящий на балансе МПС. При переформировании МПС в ОАО РЖД амбулаторный пункт был ликвидирован в связи с убыточностью, поэтому медицинское обслуживание отсутствует, а в здании этого медицинского учреждения устроено общежитие.
В непосредственной близости от пассажирских платформ станции Манихино-1 находится отделение почтовой связи, обслуживающее посёлок, а также находящиеся рядом деревни Высоково, Качаброво, посёлок Троицкий. С середины 1990-х годов график работы постоянно изменялся, в итоге после 2005 года отделение работает только на доставку корреспонденции.

### Культура
Объектами культуры для жителей посёлка являются храмы посёлка Троицкий, Новоиерусалимский монастырь города Истры, Ленино-Снегирёвский военно-исторический музей в Снегирях. Ещё представляет интерес памятная каменная доска с именами погибших жителей деревни Обновлённый Труд, расположенной чуть южнее посёлка.
В Манихино располагался дачный посёлок Большого театра, занятый в октябре 1941 г. немцами.
Часть артистов певцы Большого Театра И. Д. Жадан, баритон А. А. Волков, актёр В. А. Блюменталь-Тамарин, актёр и директор Театра Вахтангова О. Ф. Глазунов и другие вместе с семьями подались на запад, кто-то из них сотрудничал с немцами.
Между посёлками станции Манихино I и Павловское имеются горнолыжные склоны, которые туристические организации именуют «Манихино».

## Транспорт
В посёлке находится станция Манихино I Московской железной дороги, расположенная на 53 километре Рижского направления Московской железной дороги, а также остановочный пункт 165 км Большого кольца МЖД, расположенный на востоке посёлка в 7 минутах ходьбы от станции.
Также рядом со станцией находятся две автобусные остановки, обслуживаемые Истринским АТП и расположенные по разные стороны от железнодорожных путей. С западной остановки отправляются рейсовые автобусы маршрута 27 до станций Новоиерусалимская и Лукино, а также маршрутное такси до посёлка Агрогородок. С восточной остановки отправляется маршрутное такси по части маршрута автобуса 27 до деревень Павловское, Лужки, Ивановское и до станции Лукино.

## Виды посёлка

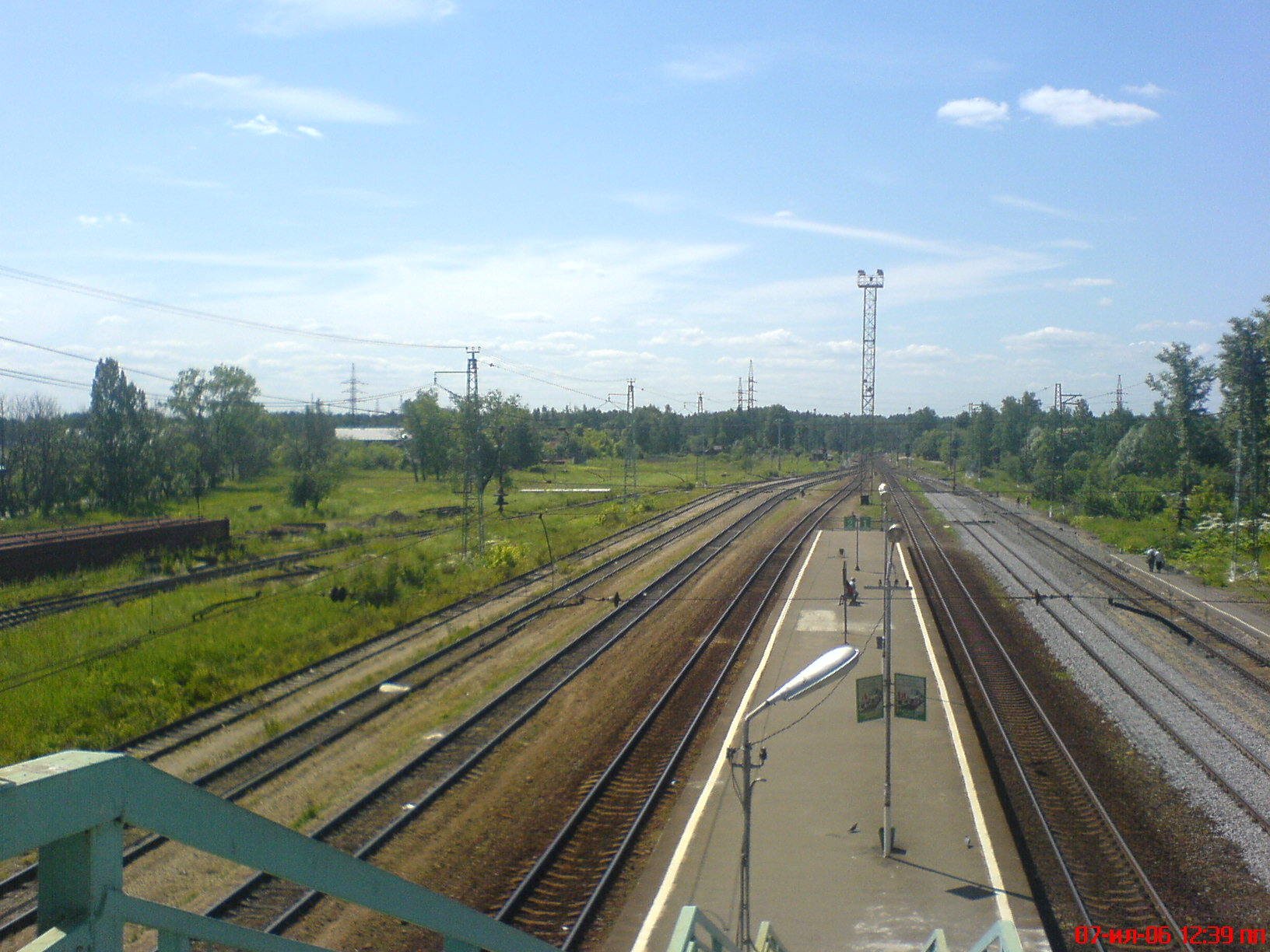
Вид с пешеходного моста, ст. Манихино-I»
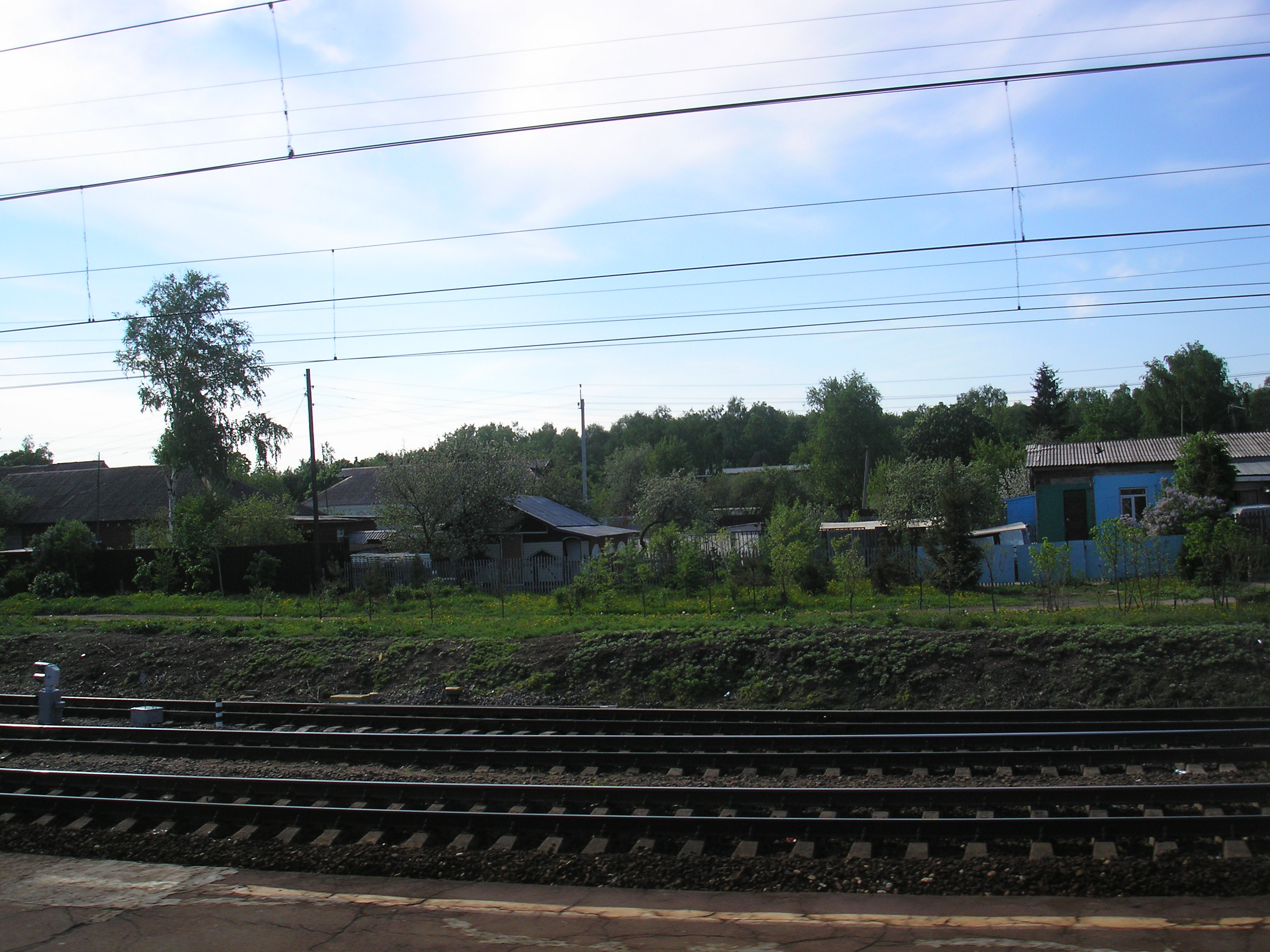
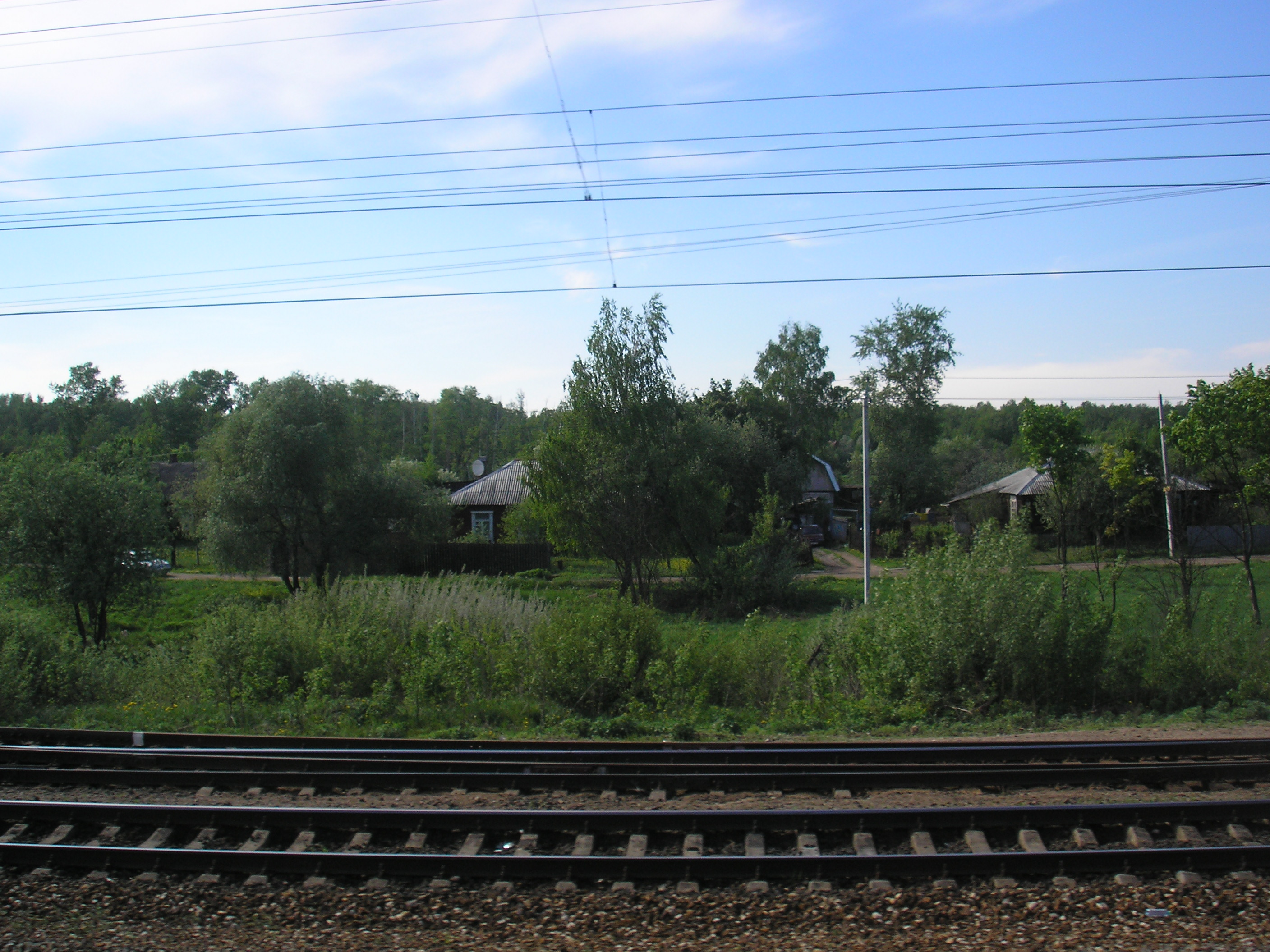